# 吉林省政府 (中华民国)
吉林省政府是中華民國南京國民政府在吉林省的最高地方行政機關，分前、後兩個時期：一是民國18年（1929年）2月1日成立省政府開始，到民國20年（1931年）9月日本關東軍進入長春為止，歷時3年多；二是民國34年（1945年）9月在重慶市成立籌備處開始，至民國37年（1948年）10月中共解放軍進入長春為止，歷時4年2個月。

## 历史

### 1929年～1931年
1928年，东北易帜，國民政府任命张学良为國民革命軍東北邊防軍司令长官，张作相为吉林省主席兼東北邊防軍副司令长官。1929年1月9日，东三省保安委员会改组为东北政务委员会，取消东三省议会联合会:75。
1929年2月1日，正式成立吉林省政府，省主席张作相率省政府部门首长、政府委员宣誓就职。2月2日，吉林省政府委员会举行第一次会议。出席会议的有八人，熙洽、章启槐、荣厚、马德恩、王莘林、王之佑、诚允、刘钧。熙洽任会议主席，潘鹗年任秘书长。会议通过了吉林省政府委员会会议规则；通过了省政府秘书处、民政厅、教育厅、农矿厅（附工商）等四个组织条例和全省公安管理处及全省保卫团管理暂行组织条例。2月5日，吉林省政府发布训令，正式改组省政府，实行委员制。11名委员组成吉林省政府委员会，省长正式改称省主席:75。
1931年九一八事變爆发的9月21日，代理吉林省主席事务的熙洽投靠日本方面。11月21日，张学良任命诚允为吉林省政府代主席，组织吉林省临时政府，下辖28县。不久，吉林省临时省政府转移至宾县。1932年2月5日，因日军轰炸，吉林省临时省政府退往巴彦县。7月1日，國民政府议决委任李桂林代理东北边防军驻吉副司令长官、丁超代理吉林省政府主席、馮占海为哈绥警备司令、王德林为宁安警备司令。1933年1月，李杜率部退入苏联境内，吉林省政府结束:75。